# Christopher Clark
Sir Christopher Munro Clark (Sídney, 14 de marzo de 1960) es un historiador australiano que vive en el Reino Unido y Alemania. Es el vigésimo segundo Regius Professor de Historia en la Universidad de Cambridge. En los Honores de Cumpleaños de 2015, fue nombrado caballero por sus servicios a las relaciones anglo-alemanas.

## Educación y puestos académicos.
Clark se educó en la Sydney Grammar School de 1972 a 1978, la Universidad de Sídney (donde estudió historia) y la Universidad Libre de Berlín de 1985 a 1987. 
Clark recibió su doctorado en la Universidad de Cambridge, habiendo sido miembro del Pembroke College de 1987 a 1991. Es profesor de Historia de Europea Moderna en la Universidad de Cambridge y, desde 1991, es miembro del Saint Catharine's College, donde actualmente es director de Estudios de Historia.
En 2003, Clark fue nombrado profesor de Historia Europea Moderna y, en 2006, lector de Historia Europea Moderna. Su cátedra de historia en la Universidad de Cambridge siguió en 2008.
En septiembre de 2014 sucedió a Richard J. Evans como Profesor Regius de Historia en Cambridge. En los honores de cumpleaños de junio de 2015, Clark fue nombrado caballero por recomendación del secretario de Asuntos Exteriores por sus servicios a las relaciones anglo-alemanas. 

## Carrera profesional
Como reconoce en el prólogo de Iron Kingdom,  vivir en Berlín Occidental de 1985 a 1987, durante lo que resultaron ser los últimos años de la Alemania dividida, le dio una idea de la historia y la sociedad alemanas.

### Trabajo anterior
El enfoque académico de Clark comenzó con la historia de Prusia, y sus investigaciones anteriores se concentraron en el pietismo y el judaísmo en Prusia, así como en la lucha por el poder, conocida como Kulturkampf, entre el estado prusiano de Bismarck y la Iglesia católica. Desde entonces, su alcance se ha ampliado para abarcar de manera más general las relaciones competitivas entre las instituciones religiosas y el Estado en la Europa moderna. Es autor de un estudio sobre las relaciones entre cristianos y judíos en Prusia, The Politics of Conversion. Missionary Protestantism and the Jews in Prussia, 1728-1941. 

### El Reino de Hierro. Auge y caída de Prusia. 1600-1947
El libro de Clark sobre Prusia, El Reino de Hierro. Auge y caída de Prusia. 1600-1947  ganó varios premios. Su recepción crítica le dio un perfil público que fue más allá del mundo académico. La versión en alemán del libro, Preußen. Aufstieg und Niedergang 1600-1947, le valió a Clark el Premio de los Historiadores Alemanes de 2010, algo que normalmente se otorga a historiadores que se acercan al final de sus carreras. Clark sigue siendo (en 2014) el ganador más joven del premio trienal y el único ganador que no ha abordado su trabajo como un hablante del alemán como lengua materna.
En 17 capítulos que cubren 800 páginas, Clark sostiene que Alemania "no fue el cumplimiento del destino de Prusia sino su caída". Aunque el Kulturkampf del siglo XIX se caracterizó por una intensidad y un radicalismo peculiares, el cuidadoso estudio de Clark de fuentes en varios idiomas europeos diferentes le permitió explicar cuán estrechamente se parecía la experiencia prusiana de rivalidad Iglesia-Estado a acontecimientos de otras partes de Europa. De esa manera, el libro refuta poderosamente el enunciado tradicional del Sonderweg, mediante el cual, a lo largo del siglo XX, los principales historiadores pusieron gran énfasis en la "diferencia" del camino histórico de Alemania antes y durante el siglo XIX. Clark resta importancia a la singularidad percibida de la tan resaltada agenda de reformas, que fue seguida por Prusia entre 1815 y 1848, y cree que la importancia política y económica de la Unión Aduanera de Alemana, establecida en 1834, llegó a ser descubierta y luego exagerada por los historiadores. sólo retrospectivamente y a la luz de acontecimientos políticos posteriores.

### Káiser Guillermo II
Con su biografía crítica El Káiser de Guillermo II de Alemania,  Clark pretende ofrecer correctivos a muchas de las posiciones tradicionales presentadas en la biografía del último monarca alemán, que en muchos sentidos representa una contrapropuesta a la interpretación negativa de John C. G. Röhl. Clark se muestra escéptico ante el enfoque psicohistórico de Röhl. Su "interpretación del comportamiento de Guillermo II como emperador se concentra "si es posible" en un análisis de lo que es 'racional' a la luz del contexto histórico".

### Los sonámbulos: cómo Europa fue a la guerra en 1914
El estudio de Clark sobre el estallido de la Primera Guerra Mundial, Sonámbulos. Como Europa fue a la guerra en 1914, apareció en inglés en 2012; la versión alemana (Die Schlafwandler: Wie Europa in den Ersten Weltkrieg zog) siguió en 2013. El libro cuestiona la imputación, que había sido ampliamente aceptada por los principales estudiosos desde 1919, de una peculiar "culpabilidad de guerra" que se atribuía al Imperio Alemán. En cambio, mapea cuidadosamente el complejo mecanismo de eventos y errores de juicio que llevaron al conflicto. En 1914 la guerra no era nada inevitable. Los riesgos inherentes a las estrategias seguidas por los diversos gobiernos involucrados se habían asumido antes sin consecuencias catastróficas, lo que ahora permitía a los líderes seguir enfoques similares sin evaluar o reconocer adecuadamente esos riesgos. Entre los expertos internacionales, muchos consideraron innovadora la presentación de Clark de su investigación y sus conocimientos.
En la propia Alemania, donde el libro recibió mucha atención crítica, no todas las reacciones fueron positivas. Volker Ullrich sostuvo que el análisis de Clark ignora en gran medida la presión para la guerra proveniente del poderoso establishment militar de Alemania.  Según Hans-Ulrich Wehler, Clark había investigado diligentemente las fuentes que cubrían las causas de la guerra desde el lado alemán sólo para "eliminar [muchas de ellas] con desconcertante unilateralidad". Wehler atribuyó el éxito de ventas del libro en Alemania a una "necesidad profundamente arraigada [por parte de los lectores alemanes], ya no tan limitados por los tabúes característicos de finales del siglo XX, de liberarse de las gravosas acusaciones de  culpa".  Sin embargo, Clark observa que el actual debate alemán sobre el inicio de la guerra se ve confuso por su vínculo con su repugnancia moral hacia la era nazi. 

### Otros trabajos
Clark también es coeditor con Wolfram Kaiser de un estudio transnacional sobre el conflicto secular-clerical en la Europa del siglo XIX (Cultural Wars. Catholic-Secular Conflict in Nineteenth-Century Europe, Cambridge: Cambridge University Press, 2003), y el autor de numerosos artículos y ensayos. Clark presentó el programa documental de la BBC Four "Frederick the Great and the Enigma of Prussia".En otoño de 2014 moderó para la ZDF la serie documental de seis capítulos Deutschland-Saga sobre la historia de Alemania. En 2016, ZDF emitió con él la segunda serie Terra-X, ya que el australiano también moderó la saga australiana de dos partes. También presentó y narró el documental de la ZDF de 2017 La historia de Europa.
Desde 1998, Clark ha sido editor de la serie de libros académicos New Studies in European History de Cambridge University Press. Es miembro de la Academia Australiana de Humanidades  y miembro destacado de la de (en: Grupo de Trabajo de Historia de Prusia). Desde 2009 es miembro de la Preußische Historische Kommission [Comisión Histórica Prusiana] y, desde 2010, miembro asesor principal (sin derecho a voto) del Instituto Histórico Alemán de Londres y de la de [Fundación Bismarck] en Friedrichsruh. En 2010, Clark fue elegido miembro de la Academia Británica.

### Controversia y crítica
En 2019, Clark se vio envuelto en una controversia en torno a su informe de 2011, encargado por el jefe de la familia Hohenzollern, Jorge Federico de Prusia, sobre las relaciones de su familia con los nazis. El informe respaldaba las reclamaciones de la familia de indemnización, en virtud de una ley alemana de 1994 que permitía la restitución de la pérdida de bienes confiscados por la República Democrática Alemana si los demandantes o sus antepasados no habían "dado un apoyo sustancial" al nacionalsocialismo o al régimen comunista de Alemania Oriental. Clark reconoció que el hijo mayor del último káiser, Wilhelm, el miembro más antiguo de la antigua dinastía en Alemania en las décadas de 1920 y 1930 y propietario de las propiedades de los Hohenzollern, había expresado su apoyo a los nazis. Sin embargo, su informe concluía que Wilhelm era "una de las personas políticamente más reservadas y menos comprometidas" de los aristocráticos colaboradores nazis y que simplemente era una figura demasiado marginal para haber podido dar "un apoyo significativo" a Hitler, una posición que apoyaba las afirmaciones de los Hohenzollern. Habló también de la "incapacidad del príncipe heredero para actuar eficazmente en un entorno político complejo y que cambiaba rápidamente".
El informe de Clark fue criticado por dos historiadores encargados por el Estado alemán de considerar las afirmaciones de los Hohenzollern: Peter Brandt, especialista en Prusia y Alemania imperial en la Universidad a Distancia de Hagen, y Stephan Malinowski, historiador alemán de la Universidad de Edimburgo, autor de la obra estándar sobre la relación entre la aristocracia alemana y el movimiento nazi, Vom König zum Führer (2003). Brandt y Malinowski proporcionaron pruebas adicionales sustanciales del apoyo de Wilhelm a los nazis que Clark había pasado por alto. Sus dos informes no dejan lugar a dudas sobre el profundo antisemitismo del príncipe. Durante la polémica histórica que se desarrolló en la prensa alemana, Richard J. Evans, predecesor de Clark como Profesor Regius de Historia (Cambridge), criticó a su colega por no haber reflexionado más detenidamente antes de aceptar ofertas para elaborar informes de expertos. Clark afirmó en 2020 haber cambiado de opinión y estar ahora de acuerdo con Malinowski.

## Vida personal
Clark está casado con Nina Lübbren, una historiadora del arte quien trabaja en la Anglia Ruskin University. Tienen dos hijos.

## Premios y condecoraciones
- 2007 Premio de Historia Wolfson otorgado por Iron Kingdom: The Rise and Downfall of Prussia, 1600-1947 [27]
- 2007 Premio H-Soz-u-Kult "Das historische Buch" [28]
- 2007 Premios Literarios del Primer Ministro de Queensland, Premio al Libro de Historia por Iron Kingdom: The Rise and Downfall of Prussia, 1600-1947 [20]
- 2007 Premio de Historia General, Premios de Historia del Primer Ministro de Nueva Gales del Sur, por Iron Kingdom: The Rise and Downfall of Prussia, 1600-1947 [20]
- 2010
  - En octubre de 2010, Alemania otorgó a Clark la Cruz de Oficial de la Orden del Mérito de la República Federal de Alemania porque su "investigación había contribuido en gran medida a las relaciones germano-británicas". El honor fue conferido por el embajador alemán Georg Boomgaarden durante una recepción en su residencia oficial de Londres.[29]
  - Clark recibió otro premio alemán por su libro Preußen: Aufstieg und Niedergang 1600-1947 de manos del presidente alemán Christian Wulff en noviembre de 2010. Chris Clark fue el primer extranjero en recibir el Premio de Historiadores Alemanes (Deutscher Historikerpreis).[30]
- Premio Cundill 2013, finalista, por Los sonámbulos [31]
- 2013 Los Angeles Times Book Prize (Historia), ganador por Los sonámbulos [32]
- 2013 Premio Hessell-Tiltman, preseleccionado por Los sonámbulos [33]
- 2015 Premio Laura Shannon, por Los sonámbulos [34]
- 2015 Knight Bachelor
- Premio Europeo de Cultura Política 2018 [35]
- 2019 Pour le Mérite para las ciencias y las artes [36]
- 2022 
  - Premio Bávaro del Libro, el galardón honorífico del Primer Ministro.[37]
  - El Presidente de Alemania, Frank-Walter Steinmeier, le otorgó la Gran Cruz Federal al Mérito con Estrella de la República Federal de Alemania.[38]

## Publicaciones
- Clark, Christopher Munro (1991). Jewish mission in the Christian state: Protestant missions to the Jews in 18th- and 19th-century Prussia (PhD thesis). University of Cambridge.

Libros
- Clark, Christopher M. (1995). The Politics of Conversion: Missionary Protestantism and the Jews in Prussia, 1728–1941. Oxford Clarendon Press & New York: Oxford University Press. ISBN 0-19-820456-6. LCCN 95154541.
- — (2000). Kaiser Wilhelm II: A Life in Power. Harlow, England, & New York: Longman. ISBN 0-582-24559-1. LCCN 00030939.
- — (2006). Iron Kingdom: The Rise and Downfall of Prussia, 1600–1947. Cambridge, Massachusetts: Belknap Press of Harvard University Press. ISBN 0-674-02385-4. LCCN 2006043076. (requiere registro). Published in Germany as Preußen: Aufstieg und Niedergang 1600–1947 by Deutsche Verlags-Anstalt, 2007
- — (2012). The Sleepwalkers: How Europe Went to War in 1914. London: Allen Lane. ISBN 978-0-7139-9942-6. LCCN 2012515665.
- — (2019). Time and Power – Visions of History in German Politics, from the Thirty Years' War to the Third Reich. Princeton University Press. ISBN 978-0-691-18165-3.
- — (2021). Prisoners of Time – Prussians, Germans and Other Humans. Penguin. ISBN 9780141997315.
- — (2023). Revolutionary Spring – Fighting for a New World 1848–1849. Penguin. ISBN 9780241347669.

Libros editados
Con Kaiser, Wolfram, eds. (2003). Culture Wars: Secular-Catholic Conflict in Nineteenth-Century Europe. Cambridge, UK & New York: Cambridge University Press. ISBN 0-521-80997-5. LCCN 2003273877.
Artículos
- — (22 de noviembre de 2018). «This Is a Reality, Not a Threat». The New York Review of Books (reviews of Lawrence Freedman, The Future of War: A History, and Robert H. Latiff, Future War: Preparing for the New Global Battlefield) LXV (18): 53-54.

Películas
«Planet of Treasures». ZDF. 2020. https://www.zdf-studios.com/en/program-catalog/international/unscripted/history-biographies/planet-treasures. 